# Gasitjärnarna
Gasitjärnarna är varandra näraliggande sjöar i Bodens kommun i Norrbotten som ingår i Luleälvens huvudavrinningsområde.
- Nedre Gasitjärnen, sjö i Bodens kommun, 66°12′48″N 20°41′07″Ö / 66.2134°N 20.6854°Ö
- Övre Gasitjärnen, sjö i Bodens kommun, 66°13′12″N 20°41′28″Ö / 66.2201°N 20.691°Ö (7,6 ha)